# Musselkalk

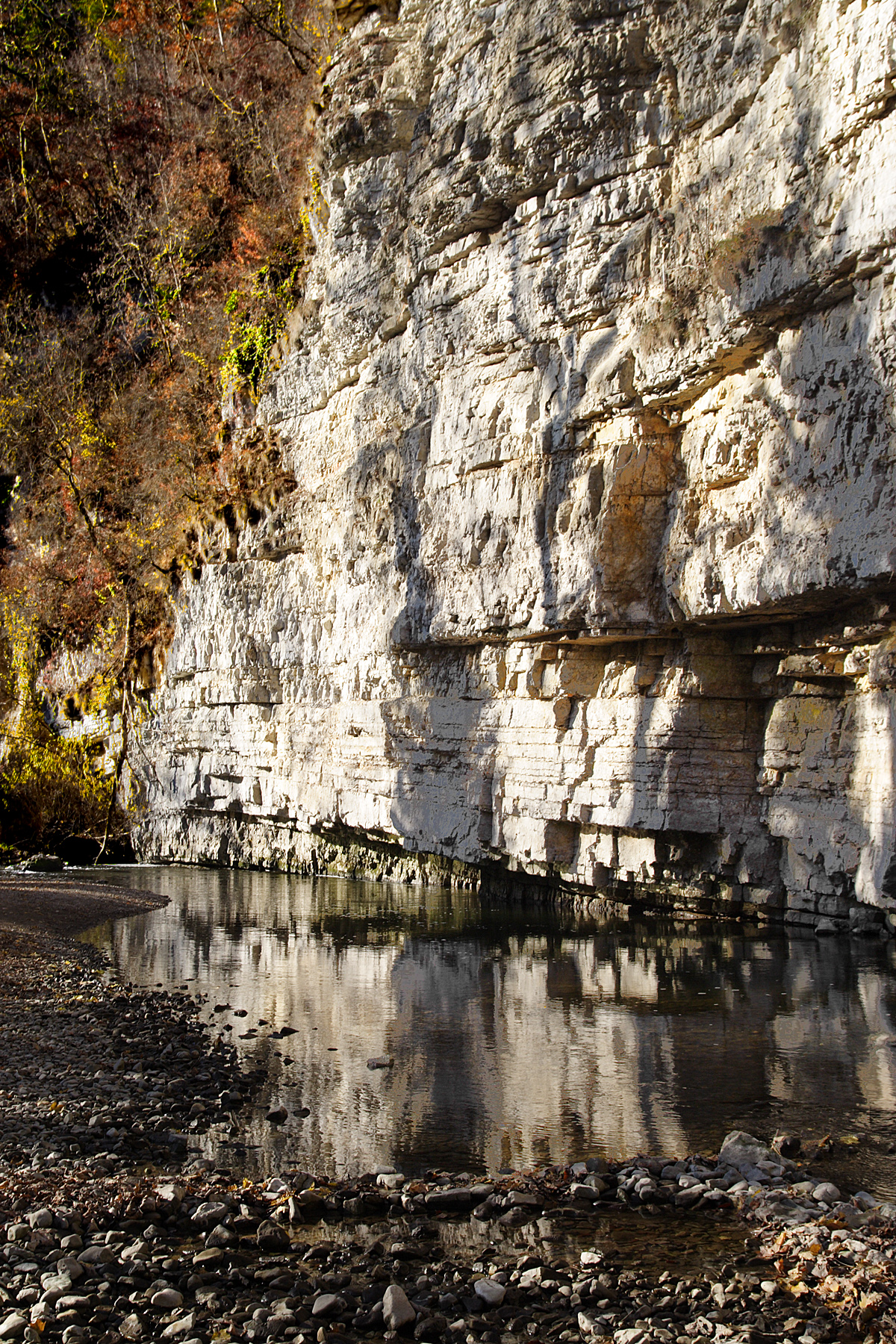
Häll av musselkalkklippor vid floden Wutach i södra Baden-Württemberg

Musselkalk (tyska: Muschelkalk), är den mellersta avdelningen av trias, det vill säga epoken Mellersta trias. Namnet används företrädesvis om avlagringar i Central- och Nordeuropa, där de dominerande bergarterna utgörs av kalksten och dolomit.
Undre delen av den ca 300 m mäktiga lagerserien består av knöliga kalkmärgelstenar med enstaka dolomitbankar och har bildats i ett hav, som stod i öppen förbindelse med Tethys ocean. Genom höjning av randområdena avstängdes musselkalkhavet allt mer, vilket resulterade i avlagringar av gips och salt i musselkalkens mellersta del. Vid förnyad transgression från sydväst bildades övre musselkalkens på krinoidéer rika s. k. trokitkalk. Faunan, huvudsakligen musslor, är i regel artfattig men individrik.
Musselkalkens kalkstenar används som byggnadssten och för tekniskt bruk.